# Кролики (комік-дует)
 «Кролики» — український комічний дует народних артистів України Володимира Данильця та Володимира Моїсеєнка. Працюють російською та українською мовами.

## Історія
Дует створений у 1987 році режисером Укрконцерту Євгеном Вікторовичем Перебіносом, який досі є режисером цього колективу. Всі троє проживають у Києві.
Назва походить від мініатюри мінського автора Володимира Перцова «Кролики — це не тільки цінне хутро» (1986). Мініатюра спочатку була написана в якості сюжету сатиричного кіножурналу «Фітіль» (Гніт № 326 «Заради декількох рядків» (1989), де ролі виконували Олександр Панкратов-Чорний і Борислав Брондуков. Перцов багато років був основним автором дуету.
Крім Перцова, для «Кроликів» писали Наталія Коростельова, Мар'ян Біленький, Лілія Моцар та інші автори. Одним з найбільш відомих виступів є мініатюра «Жертва реклами», що представляє собою пародію на рекламний ролик порошку Tide з Володимиром Тишко.
У 2009 році дует бере участь у комедійному шоу «Смішніше, ніж кролики», яке спочатку виходило на каналі СТС, а потім переїхало на канал ДТВ.
- Володимир Данилець і Моїсеєнко Володимир у 2009 році

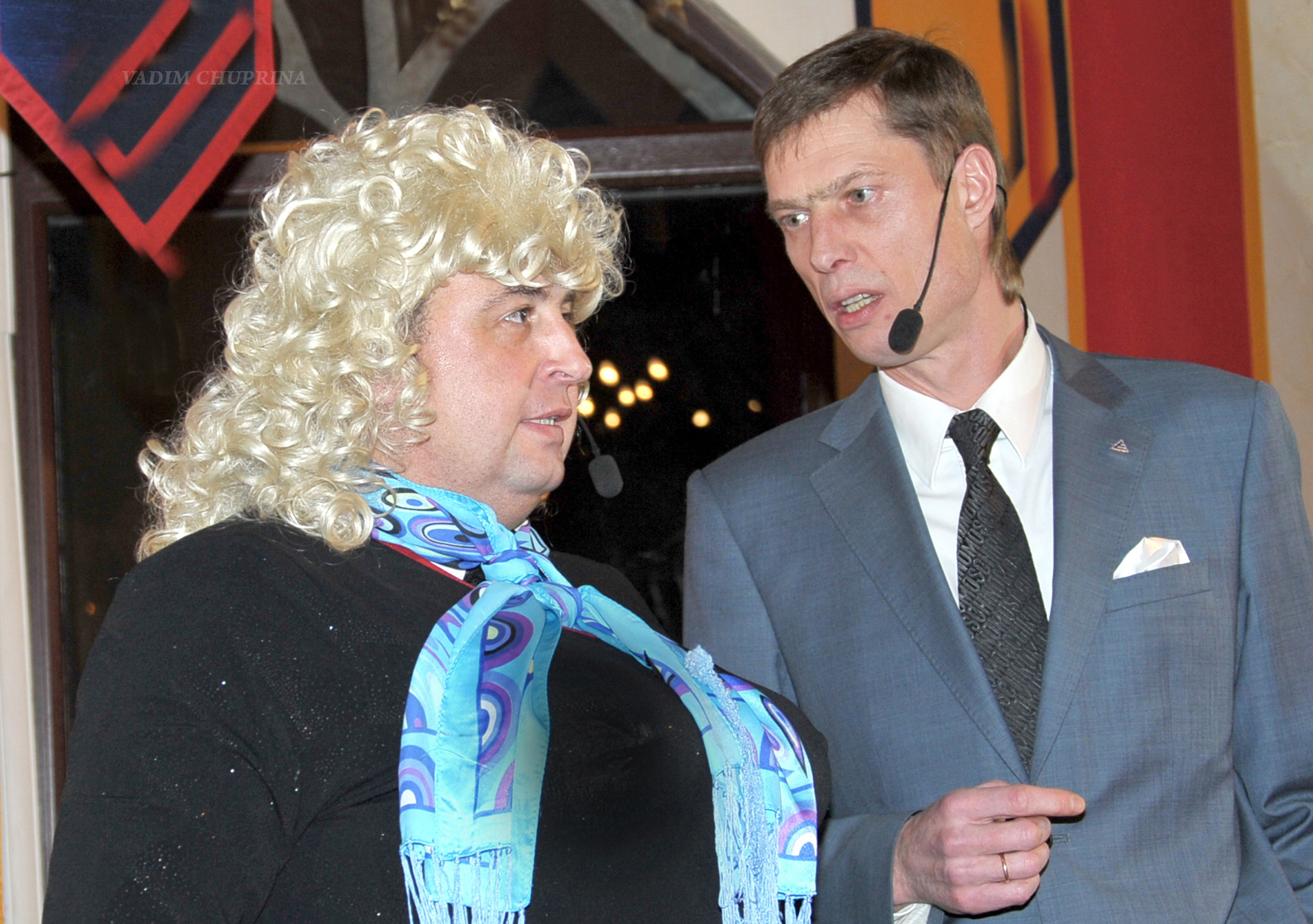
Володимир Данилець і Моїсеєнко Володимир у 2009 році

З жовтня 2020 року ведуть власну програму «15 хвилин про наболіле» на українському телеканалі 112 Україна.